# 新庄 (高雄市仁武區)
新庄，是臺灣高雄市仁武區的一個傳統地域名稱，位於該區中部。相較於今日行政區，其範圍大致包括文武里南部、烏林里西部中央偏南段。
本地區境內主要聚落為新庄。

## 歷史
台灣日治初期，新庄地區為一街庄，稱為「新庄」（舊制街庄），隸屬於觀音下里。該庄昔日西、北及東北與仁武庄為鄰，東邊一小段與烏材林庄為鄰，東南邊為蛇仔形庄，南邊為灣仔內庄。
1901年（日治明治三十四年）11月11日，全台廢縣廳改設二十廳，該庄隸屬於鳳山廳。1904年（明治三十七年）5月3日，該庄編入「考潭區」，隸屬於鳳山廳。1909年（明治四十二年）10月25日，全台合併二十廳為十二廳，考潭區改隸屬於臺南廳。1920年（大正九年）10月1日，全台地方制度大改正，廢十二廳改設五州二廳，該庄改制為「新庄」大字，隸屬於高雄州高雄郡仁武庄（新制街庄）。1924年（大正十三年）12月25日，高雄郡廢郡，仁武庄改隸屬於鳳山郡。
戰後仁武庄改制為仁武鄉，隸屬於高雄縣，大字亦改制為村。1950年（民國39年）10月1日，高、屏分治，仁武鄉仍隸屬於高雄縣。1951年（民國40年）8月，仁武鄉拆分出大社鄉，本地區仍隸屬於仁武鄉。2010年（民國99年）12月25日，高雄縣、市合併為直轄高雄市，仁武鄉改制為仁武區，村亦改制為里。

## 聚落
本地區發展較早的聚落為新庄，在日治初期的官方地圖上已有記載。

## 交通
國道10號又稱「高雄支線」或「高雄環線」，是左營至旗山的高速公路，經過本地區中部略偏東，並在北部邊界地帶的市道186號及其北邊的區道高52-1線、區道高52線交會處共同設有仁武交流道。由此可快速前往國道10號沿線各地，或銜接國道1號、國道3號。
市道183號是楠梓至五甲的道路，經過本地區西部邊界地帶。由該道路北行可前往仁武區仁武市區、楠梓區，並止於楠梓市區的省道台22線路口；南行可前往鳥松區、鳳山區，並止於鳳山區與前鎮區邊界地帶的省道台17線路口。
市道186號是維新至大樹的道路，經過本地區北部東側邊界地帶。由該道路西行可前往仁武區仁武市區、大社區、燕巢區、岡山區等地；東行可前往大樹區，並止於檨子腳地區的省道台29線路口。
區道高53線是仁武至後港仔的道路，經過本地區西北部邊界地帶。該道路在本地區邊界地帶的部分路段與市道183號共線。